# Kongeloven
Kongeloven, Lex Regia, var Danmarks forfatning under enevælden. Den er egentligt den eneste skrevne grundlov for et enevældigt styre i Europa. Kongeloven er dateret den 14. november 1665  (men blev offentliggjort i 1709). Den fastsatte den kongelige arvefølge og formaliserede kongens enevældige magt (jura majestatis). Et eksemplar af kongeloven lå på alteret under samtlige salvinger under enevælden.
Loven affattedes af kongelig kammersekretær Peter Schumacher (1671 adlet Griffenfeld) i 1665 og den er delvis inspireret af fiskal Søren Hansen Kornerups forslag til en arvefølgelov. Loven var kun kendt i en snæver kreds af højtstående embedsmænd, indtil den ved Christian 5.s tronbestigelse i 1670 oplæstes i Statsrådet; Kongeloven blev først offentliggjort i 1709.
Kongeloven gør kun en eneste indskrænkning i kongens suverænitet: Han kan ikke reducere sin uindskrænkede magt. Der er ikke paragraffer i Kongeloven, som i stedet bestod af 40 artikler. Kongeloven var inddelt i syv hovedafsnit.

## Stadigt gældende
Kongeloven blev i de fleste henseender ophævet ved epilogen til Grundloven af 1849. Hvorimod Kongelovens arveregler først blev ændret ved Tronfølgeloven af 31. juli 1853.
To af lovens artikler er gældende: art. 21, der kræver den udøvende magts tilladelse til prinser og prinsessers udrejse og ægteskab; og art. 25, der giver dem ret til at undsige sig rettergang og vidnesbyrd ved de almindelige domstole.